# 安藤和風
安藤 和風（あんどう はるかぜ、慶応2年1月12日（1866年2月26日） - 昭和11年（1936年）12月26日）は、日本のジャーナリスト、マスメディア経営者、俳人、郷土史研究家。通名および俳号は「和風」をそのまま音読みして「わふう」。秋田県の地方紙「秋田魁新報」の事業拡大に貢献し、秋田魁新報社三大柱石の一人と称された。「魁の安藤か、安藤の魁か」と言われるほど、新聞記者としての名声を全国にとどろかせた。
俳号・雅号として他に、柳外、夢蝶、時雨庵、大蕗軒、白松子、太平山人、城南陰士、自適庵、布々木園、蝶々、松陰舎、松庵など十数以上を用いていた。

## 経歴・人物

### 生い立ち
秋田藩士安藤和亭（通名は和市）、イクの長男として生まれる。幼名は國之助、名乗りは信順（のぶゆき）。
5歳で師について四書五経の素読を習う。明治7年（1874年）8歳の時、楢山学校（現、秋田市立築山小学校）に第1期生として入学。明治12年（1879年）には太平学校中学師範予備科に入学する。しかし、授業料は無く教科書は貸与という制度にもかかわらず、秩禄処分により俸禄を絶たれた士族で貧窮のため、半年で退学せざるを得なかった。退学後は、昼は筆耕で生計をたて、夜は私塾・講習学舎で学んだ。

### 青年会活動・仮編集人・改名
明治15年（1882年）、当時全国に広がっていた自由民権運動の影響を受け、秋田青年会を結成、熱血政治青年として時事を論じた。同年7月頃、奉天社による保守派新聞の秋田日日新聞に入社するが、11月には既に自由民権を主張する秋田改進党系の秋田日報に移っている。翌年秋田日報の署名「仮編集人」となるが、産業・教育に干渉する農商務省・文部省両省の廃止論や新聞紙条例・集会条例への非難、県令石田英吉と県会による田地買収の非難といった寄稿を掲載したことで、成法誹毀、官吏侮辱の罪で明治17年（1884年）3月から7月まで投獄された。
明治17年（1884年）3月、父の名と論語の「君子の徳は風なり」から和風と改める。

### 浪人・大学時代
出獄時には秋田改進党は分裂、秋田日報も解散しており、秋田県会書記などの職に就いていたが、和風の才能を認めていた篤志家から東京遊学を勧められ、明治21年（1888年）1月に上京した。当初、神田駿河台で下宿しながら一つ橋高等商業学校（現在の一橋大学）に入学しようと準備をしていたが、正規の中等教育をうけていなかったので、入学試験の英語書き取りで十分に点が取れず不合格となった。その後、明治22年（1889年）に私立東京商業学校の第1期生として入学する。
在学中、内藤湖南が和風の下宿近く神田小川町に越してきたことで親しくなり、湖南が編集にかかわっていた「明教新誌」「大同新報」に俳句の原稿を書いていたが、自らの俳学の不十分さを悟って、俳古書収集に執心する。しかし、いかに物価の安い時代でも学費分月7円の定額送金では本を買う余裕はなかったので、御法川直三郎の新聞広告やリーフレットの文案を作ったり、学校の講義録の筆記をしたりとアルバイトをして得た収入を俳古書購入に充てていた。加えて、新聞や雑誌に寄稿するなどしていたため、国語学、商業各論、英語以外の講義にはあまり出席せず、2年後の明治24年（1891年）1月、成績中位で卒業した。

### 大阪での就職・結婚
卒業すると学生中のアルバイトで関係もあった同郷出身の御法川直三郎が、新たに大阪へ支店を設けることになったので勤めることとなる。当時養蚕業の本場は福島、長野であったが、伝統にとらわれて新器械の採用を渋っていた。反面、関西・中国・四国・九州の新工場では競って新器械を購入するので、大阪支店は開店早々好況を示した。
和風は大阪支店裏に住んでいた阪井吾一にその生活ぶりを惚れこまれ「娘の婿になってくれないか」と頼まれた。和風は安藤家長男でありたった一人の嫡男なので他家へ婿入りはできない、と断ると「それでは私の家の家事見習いの娘をもらってくれないか」と重ねて熱心に勧めてきた。大学を卒業して間もないので妻帯の気持ちはなかったが、にべもなく断るのは失礼と「父母の許しを得なければ」とむしろ断る口実として秋田の両親に問い合わせると、意外にも両親から承諾の返事が届いたので、明治24年（1891年）8月に堀本阿似（アイ）と結婚することとなった。
大阪での結婚式に両親が参列しなかったことから、父から「早く帰って嫁の顔を見せよ」と矢の催促があり、結婚の翌月に新妻を連れて秋田に帰郷した。すると両親は大いに喜び、新夫婦を大阪へ帰らせようとしないので、大阪支店勤務は8か月で終わった。

### 数々の転職
帰阪をあきらめた和風は秋田で職を探し、東京遊学前に秋田県会書記を勤めていて県庁内に知己があったのと、当時秋田市議で元県官吏だった父和市の顔の広さもあり、明治24年（1891年）10月に秋田県内務部第二課に勤めることとなり、商工係と鉱山係を兼務した。
約1年後の明治25年（1892年）11月25日、秋田市書記に転じ、第一課教育勧業主任になるが、市参事会員と揉め、2か月もたたないうちに辞表を出し、南秋田郡会書記となった。
父和市と相知る間柄であった、黒川春造南秋田郡長から就職を勧められ、明治26年（1893年）2月6日、南秋田郡役所の教育衛生係員となった。
その後、秋田市の有力家佐野栄治の斡旋により第四十八銀行に入行し、東京商業学校で学んだ銀行論や簿記が役に立つこととなる。当時の第四十八銀行の簿記帳はかなり旧式だったので、同僚行員と外国為替簿記を研究し、帳簿様式を改めるなどした。そうした努力と考案研究心が認められ、新設された能代支店の支配人に内命されていたが、その時すでに佐野栄治の勧めで、秋田新報社の会計に入ることを決意していたので、これを断り、第四十八銀行も辞職した。
明治31年（1898年）5月25日に秋田日報の後身である秋田新報社に入社し会計部を担当する。

### 御法川直三郎からの招請
第四十八銀行から秋田魁新報主筆になる間に、御法川直三郎の招請で二度上京をしている。
一度目は第四十八銀行時の明治29年（1896年）2月。しかし、同年4月に父和市が逝去し僅か2か月で秋田に帰ってきた。
二度目は明治32年（1899年）8月、「事業発展し東京本店の大拡張に伴い業務劇忙のため、支配人として統率してほしい」と再度の懇請があり、情義に厚い和風は、秋田新報社を辞して上京、御法川商店の支配人となっている。この時の御法川商店は日清戦争後の好況に乗って活躍し、和風も多忙を極め物質的待遇は向上していたが、やはり新聞人としての思いと、秋田に母堂一人残してきたことに気がひかれ、明治33年（1900年）8月に秋田に帰ってきている。

### 秋田魁新報時代
明治33年（1900年）9月13日、秋田新報社編集部に再入社。明治33年（1900年）の秋田県会でおきた土崎、船川両築港の先陣争いに巻き込まれる形で、当時主筆だった中村木公が退社し、その跡をうけて明治34年（1901年）10月、35歳で主筆となる。
主筆としての和風は、秋田魁新報の社是「文章報國、蹈正勿懼（）」を実践し、正鵠を射た論陣を活発に展開していく。国際問題をはじめ、政治、外交、経済、社会、文化、人事、風俗等あらゆる領域にわたって硬軟自在の記事を毎日大量に書き上げ人気を博した。それを支えていたのは、古今東西万巻の書を次々に読破した旺盛な読書力で、その博覧強記ぶりは周囲の者たちを驚嘆させた。大正5年（1916年）頃から蔵書の一部を秋田県立秋田図書館(現・秋田県立図書館）に寄贈し始め、本人没後も遺族の手によって寄贈が続けられ、「時雨庵文庫」として公開されている。
一方で経営面にも手腕を発揮する。大正12年（1923年）1月25日、社を匿名組合から資本金十万円の株式会社組織に改め、常務取締役、主筆兼総務局長兼編集局長になり、編集・営業の近代化を図るとともに、従前の政党機関紙色を脱し読者本意の紙面を目指した。昭和3年（1928年）11月27日、社長に就任すると、社業の発展に見合う新社屋の建設にとりかかった。昭和6年（1931年）の新社屋完成時には、折よく来県していた若槻禮次郎首相や地元出身の町田忠治農相、田中隆三文相などを招いて屋上で社旗掲揚式を執り行った。
この頃、同じ秋田の競争紙として、秋田毎日は報知新聞社から中村木公を社長に迎え、同じく秋田時事は後藤宙外、児玉花外、山田枯柳を迎えて紙面の刷新を企て、打倒秋田魁を策した。これに対し和風は、当時の中村重惇専務取締役（業務局長）、井上広居相談役の三者で協議し、社の重要間題を決めていく体制を整えた。この時世間ではこの三人を魁の三大柱石と呼んでいた。その後、秋田毎日、秋田時事とも紙数は伸びず、休刊、廃刊となっている。
昭和10年頃から新聞に対する軍部の圧力が強くなってきたが、和風は敢然として自由主義の論調を守り、決して無体な権力に屈することはなかったという。

### 秋田市会議員
明治32年（1899年）2月18日秋田市会議員（三級）に当選、明治34年（1901年）3月27日再選、明治40年（1907年）三選、大正2年（1913年）3月28日には二級に当選し、大正6年（1917年）まで四選十有余年務めた。その間、秋田市上水道第一期工事の完成、羽越鉄道の促進等中央に運動するなど市勢の発展に貢献した。
昭和9年（1934年）2月11日紀元節の日に社会教育功労として、また昭和11年（1936年）7月12日市政記念日に秋田市政の発展向上に尽くした功績を「市政功労者」として表彰されている。

### 闘病
大正12年（1923年）、満州大連で開催される第11回全国新聞記者大会ならびに東亜新聞記者大懇親会に出席するため、和風と信太稲波（当時監査役）の2人が同年5月7日夜に秋田を出発し、5月13日朝鮮京城、5月23日満州奉天、5月25日同大連にて大会へ出席し、5月30日帰秋という長旅の疲れが原因となり、脳溢血で病床に伏した。
しかし、和風は病臥中にもかかわらず加療も許さない気持ちで原稿を書き続けるので、アイ夫人に叱られて硯箱を隠されるなどした。そんなアイ夫人の献身的な看護もあり、大正13年（1924年）夏には会社にも時おり人力車で顔を出せるまで快復した。

### 晩年
それまで一日も欠くことなく時評を書いていたので、一日休むことがあると病気ではないだろうかと言われることを嫌って、晩年本当に容態が優れなくなっても書き続けていた。昭和11年（1936年）12月26日、70歳で胃ガンにより死去。和風の人物と才を高く評価していた徳富蘇峰は、訃報に接すると「新聞界の一大損失である」として弔辞を寄せ、かつ痛惜した。
没後30年の昭和41年（1966年）、第3回新聞人として千鳥ヶ淵公園の「自由の群像」記念碑にその名を刻印された。
墓所は秋田市大町の善長寺。法名は「清明院松陰舎順誉時雨和風居士」。

## 俳人
和風は東京商業学校在学中から俳諧の研究に熱心で、神田の古本屋を捜し歩いて、俳諧の古書を渉猟しつくしていた。また、在学中の明治22年ごろから内藤湖南と親交し、内藤がかかわっていた「大同新報」や雑誌「日本人」に、「芭蕉翁の文章」（明治23年12月）、「真珠」（明治24年1月）、「平沢喜三二戯作伝」（同）のほか、卒業後も「書牘一則」（明治24年6月）などを執筆・寄稿している。これらは古書から得た俳諧論、評伝、書誌学的研究と言え、後の旺盛な俳人研究、評伝などの初期的執筆をうかがうことができる。
秋田魁新報復帰後は数々の俳諧研究書を出版するかたわら、作句も盛んに行い句集も出している。和風の俳句は派閥や流行にとらわれない独自の句風で、秋田正風派と呼ばれた。蕉風を慕い、鬼貫をよしとしながらも自身の俳句を「師承もなく弟子もない」と言っている。
和風の筆による「俳三則」があり、
1. 新旧よりも芸術的と否とを考へよ
2. 流行を超越して不易の生命を掴め
3. 他人の模倣よりも自分の俳句を創れ（但独天狗は大禁物）

としている。
同時代の秋田の俳人である石井露月の日本派と一時期対立していたものの、後に和解。県内俳誌の選者を引き受けたり、個人俳誌を発行したりするなど、露月と共に後進の育成にも情熱を注いだ。
和風の句碑は秋田県内に12ヵ所あり、また、宮森麻太郎著「英譯古今俳句集」に6句が英訳され、海外にも紹介されている。

## 郷土史家
郷土史家としての秀でた側面も見せている。『秋田の土と人（上・下巻）』『秋田人名辞書』『秋田勤王史談』『秋田五十年史』といった秋田郷土史の古典となる書を著しており、史跡天然記念物調査委員として秋田城址を史跡として保存するために、東山多三郎、大山宏らとともに秋田史談会をつくり調査研究して、文部省の指定を受けるに至った。
また、秋田蘭画に対する造詣も深く、大正2年（1913年）「国華」第280号に掲載された論考「秋田の洋画」の中で、佐竹曙山が著した日本最初の洋画論「画法綱領」「画図理解」を紹介し、一般的に広く知られるようになった。

## 著書

### 俳諧研究
- 『古今俳家逸話』 有朋堂、1901年。
- 『恋愛俳句集』春陽堂、1904年12月13日。doi:10.11501/875973。全国書誌番号:41003013。
- 『閨秀俳句選』春陽堂、1905年5月23日。doi:10.11501/874986。全国書誌番号:41002324。
- 『俳家逸話』春陽堂、1906年5月15日。doi:10.11501/875446。全国書誌番号:41002645。
- 『俳諧研究』春陽堂、1908年5月18日。doi:10.11501/875306。全国書誌番号:41002572。
- 『類題五明句集』内外出版協会、1910年3月。doi:10.11501/875937。全国書誌番号:41003000。
- 『俳諧奇書珍書』春陽堂、1911年2月。doi:10.11501/875296。全国書誌番号:41002565。
- 『俳諧新研究』中央出版協会、1917年。doi:10.11501/956308。全国書誌番号:43024458。
- 『類題大成五明句集、附録翠雨句集』秋田郷土会、1934年6月30日。

### 句集
- 『旅一筋』時雨菴、1926年2月5日。doi:10.11501/1019281。全国書誌番号:43051362。
- 『仇花』1930年3月1日。doi:10.11501/1174085。全国書誌番号:46076584。
- 『朽葉』秋田郷土会、1935年2月25日。doi:10.11501/1101242。全国書誌番号:44036338。
- 『残り葉』 1936年。

### 歌集
- 『裸』秋田郷土会、1931年11月10日。doi:10.11501/1103806。全国書誌番号:44041254。

### 郷土史研究
- 『秋田の土と人』 人の、秋田郷土会、1931年4月12日。doi:10.11501/1173624。全国書誌番号:46076329。
- 『秋田の土と人』 土の、秋田郷土会、1931年7月18日。doi:10.11501/1186517。全国書誌番号:46076534。
- 『秋田勤王史談』秋田郷土会、1931年10月5日。doi:10.11501/1174051。全国書誌番号:46076537。
- 『秋田五十年史』秋田郷土会、1932年4月5日。doi:10.11501/1037201。全国書誌番号:44048049。
- 『秋田人名辞書』秋田郷土会、1932年12月。
- 「秋田の洋画（上）」『国華』第279号、国華社、1913年。
- 「秋田の洋画（下）」『国華』第280号、国華社、1913年。